# Сборная Саудовской Аравии по пляжному футболу
Сборная Саудовской Аравии по пляжному футболу (араб. منتخب السعودية لكرة القدم الشاطئية‎) — национальная команда, которая представляет Саудовскую Аравию на международных соревновательных дисциплинах по пляжному футболу. Управляется Федерацией футбола Саудовской Аравии.
Сборная Саудовской Аравии никогда не участвовала в розыгрышах чемпионатов мира. По состоянию на апрель 2024 года Саудовская Аравия в мировом рейтинге пляжного футбола занимает 24 место.

## История
На международном уровне сборная Саудовская Аравия впервые выступила в апреле 2010 года на Кубке арабских стран, где сумела выйти в финал, обыграв в решающем матче ОАЭ (6:4). В 2014 годах году на Кубке арабских стран команда не смогла преодолеть групповой этап, а в 2023 году вылетела на стадии 1/4 финала. В октябре 2010 года команда приняла участие в Пляжных играх Персидского залива.
Дебют на Кубке Азии для Саудовской Аравии состоялся в 2013 году. Тогда в своей группе команда одержала лишь одну победу над Узбекистаном (8:6), но из-за поражений от ОАЭ (3:6) и Палестине (2:8) получила право сыграть лишь в плей-офф за 9-12 места. В матче с Ираком команда уступила со счётом (3:0). Результат матча за 11 место с Афганистаном неизвестен.
В следующий раз команда сыграла на континентальном первенстве спустя 10 лет на турнире 2023 года в Паттайе, Таиланд. Саудовская Аравия на этот раз одержала две победы на турнире над хозяевами в основное время (3:2) и Афганистаном в серии 11-метровых ударов (4:4 основное время и 4:2 по пенальти). Тем не менее поражение от Бахрейна (3:4) не позволило команде выйти в следующий раунд.
С 2019 года в Саудовской Аравии организовывает Кубок Неома, где лучшим результатом местной команды является четвёртое место на дебютном турнире. На соревнованиях в 2022 и 2023 годах команда занимала последнее 8 место и предпоследнее 7 место соответственно. В 2022 году страна также принимала чемпионат Западной Азии, где местная сборная заняла 5 место. В том же году Саудовская Аравия заняла третье место на Кубке Касабланки. На Межконтинентальном кубке в ноябре 2022 года команда стала последнеей (8 место).
Первым турниром 2023 года для Саудовской Аравии стал Кубок Акапулько в Мексике, где азиатская команда финишировала на последнем 4 месте. Турнир в Нуакшоте, проведённый в ноябре того же года, аравийцы завершили с результатом — одна победа в четырёх играх.
В марте 2024 года Саудовская Аравия была приглашена на чемпионат КОСАФА, где выступают сборные Южной Африки и стала первой неафриканской командой в истории турнира. Аравийская команда сумела выйти в полуфинал, где уступила Мозамбику (1:8), а в матче за третье место не справилась с Малави (4:5).
Тренером сборной в феврале 2020 года был утверждён бразилец Лео Брага. На этом посту Брагу в августе 2021 года сменил соотечественник Гуга Злоковик, который по итогам 2022 года попал в число трёх лучших тренеров мира по пляжному футболу.

## Достижения
Кубок арабских стран по пляжному футболу
- Победитель: 2010

Кубок Касабланки по пляжному футболу
- Третье место: 2022

## Статистика

### Чемпионат мира
| Год         | Раунд                  | Место                  | И                      | В                      | П                      | ГЗ                     | ГП                     |
| ----------- | ---------------------- | ---------------------- | ---------------------- | ---------------------- | ---------------------- | ---------------------- | ---------------------- |
| 1995 — 2011 | Не участвовала         | Не участвовала         | Не участвовала         | Не участвовала         | Не участвовала         | Не участвовала         | Не участвовала         |
| 2013        | Не прошла квалификацию | Не прошла квалификацию | Не прошла квалификацию | Не прошла квалификацию | Не прошла квалификацию | Не прошла квалификацию | Не прошла квалификацию |
| 2015        | Не участвовала         | Не участвовала         | Не участвовала         | Не участвовала         | Не участвовала         | Не участвовала         | Не участвовала         |
| 2017        | Не участвовала         | Не участвовала         | Не участвовала         | Не участвовала         | Не участвовала         | Не участвовала         | Не участвовала         |
| 2019        | Не участвовала         | Не участвовала         | Не участвовала         | Не участвовала         | Не участвовала         | Не участвовала         | Не участвовала         |
| 2021        | Не участвовала         | Не участвовала         | Не участвовала         | Не участвовала         | Не участвовала         | Не участвовала         | Не участвовала         |
| 2024        | Не прошла квалификацию | Не прошла квалификацию | Не прошла квалификацию | Не прошла квалификацию | Не прошла квалификацию | Не прошла квалификацию | Не прошла квалификацию |
| 2025        |                        |                        |                        |                        |                        |                        |                        |
| Всего       | 0/23                   | 0/23                   | 0                      | 0                      | 0                      | 0                      | 0                      |

### Кубок Азии
| Год         | Раунд              | Место          | И              | В              | П              | ГЗ             | ГП             |
| ----------- | ------------------ | -------------- | -------------- | -------------- | -------------- | -------------- | -------------- |
| 2006 — 2011 | Не участвовала     | Не участвовала | Не участвовала | Не участвовала | Не участвовала | Не участвовала | Не участвовала |
| 2013        | Матч за 11-е место | 12-е место     | 3              | 1              | 2              | 13             | 20             |
| 2015        | Не участвовала     | Не участвовала | Не участвовала | Не участвовала | Не участвовала | Не участвовала | Не участвовала |
| 2017        | Не участвовала     | Не участвовала | Не участвовала | Не участвовала | Не участвовала | Не участвовала | Не участвовала |
| 2019        | Не участвовала     | Не участвовала | Не участвовала | Не участвовала | Не участвовала | Не участвовала | Не участвовала |
| 2023        | Групповой этап     | 5-16 места     | 3              | 1              | 2              | 10             | 10             |
| Всего       | 2/10               | 2/10           | 6              | 2              | 4              | 23             | 30             |